# Ambasada RP w Kiszyniowie
Ambasada Rzeczypospolitej Polskiej w Kiszyniowie (rum. Ambasada Republicii Polone la Chișinău) – polska misja dyplomatyczna w stolicy Mołdawii.

## Skład placówki
W skład placówki wchodzą:
- Referat Polityczno-Ekonomiczny
- Wydział Konsularny
- Referat Administracyjno-Finansowy
- Ataszat obrony, wojskowy i lotniczy